# Campeonato Europeo de Bádminton de 2012
El XXIII Campeonato Europeo de Bádminton se celebró en Karlskrona (Suecia) del 16 al 21 de abril de 2012 bajo la organización de Badminton Europe (BE) y la Federación Sueca de Bádminton.
Las competiciones se realizaron en la Arena Telenor de la ciudad sueca.

## Medallistas
| Evento               | Oro                                               | Plata                                       | Bronce                                                                                       |
| -------------------- | ------------------------------------------------- | ------------------------------------------- | -------------------------------------------------------------------------------------------- |
| Individual masculino | Marc Zwiebler · Alemania                          | Henri Hurskainen · Suecia                   | Viktor Axelsen Dinamarca Jan Jørgensen Dinamarca                                             |
| Dobles masculino     | Mathias Boe Carsten Mogensen Dinamarca            | Michael Fuchs · Oliver Roth · Alemania      | Chris Adcock Andrew Ellis Inglaterra Rasmus Bonde Anders Kristiansen Dinamarca               |
| Individual femenino  | Tine Baun Dinamarca                               | Juliane Schenk · Alemania                   | Linda Zechiri · Bulgaria Yao Jie · Países Bajos                                              |
| Dobles femenino      | Christinna Pedersen Kamilla Rytter Juhl Dinamarca | Line Damkjær Kruse Marie Røpke Dinamarca    | Sandra Marinello · Birgit Michels · Alemania Valeriya Sorokina · Nina Vislova · Rusia        |
| Dobles mixto         | Robert Mateusiak · Nadieżda Zięba · Polonia       | Mads Pieler Kolding Julie Houmann Dinamarca | Chris Adcock Imogen Bankier Inglaterra Escocia Thomas Laybourn Kamilla Rytter Juhl Dinamarca |

## Medallero
| Núm. | País         | Oro | Plata | Bronce | Total |
| ---- | ------------ | --- | ----- | ------ | ----- |
| 1    | Dinamarca    | 3   | 2     | 4      | 9     |
| 2    | Alemania     | 1   | 2     | 1      | 4     |
| 3    | Polonia      | 1   | 0     | 0      | 1     |
| 4    | Suecia       | 0   | 1     | 0      | 1     |
| 5    | Inglaterra   | 0   | 0     | 2      | 2     |
| 6    | Bulgaria     | 0   | 0     | 1      | 1     |
| 6    | Escocia      | 0   | 0     | 1      | 1     |
| 6    | Países Bajos | 0   | 0     | 1      | 1     |
| 6    | Rusia        | 0   | 0     | 1      | 1     |
|      | TOTAL        | 5   | 5     | 11     | 21    |